# Marta Klubowicz
Marta Klubowicz-Schembera, primo voto Różycka (ur. 8 lutego 1963 w Kłodzku) – polska aktorka teatralna, filmowa i telewizyjna, tłumaczka literatury niemieckiej.

## Życiorys
Pochodzi z Barda. W 1981 zdała maturę w I Liceum Ogólnokształcącym Jana III Sobieskiego w Nysie. W szkole średniej recytowała, uczestniczyła w konkursach poetyckich i rezultatem tej aktywności były studia we wrocławskiej filii Państwowej Wyższej Szkoły Teatralnej im. Ludwika Solskiego w Krakowie, które ukończyła w 1985.
9 listopada 1985 wystąpiła w sztuce Bertolta Brechta Baal u boku Zbigniewa Zapasiewicza i Janusza Gajosa na scenie Teatru Powszechnego im. Zygmunta Hübnera w Warszawie, z którym była związana w latach 1985–1992. Występowała także w teatrach warszawskich: Syrena (1989), Stara Prochownia (1991–1992), Komedia (2001, 2008), Studio im. Stanisława Ignacego Witkiewicza (2001–2002), Narodowym (2004), Na Woli im. Tadeusza Łomnickiego (2004–2005) i Bajka (2007) oraz im. Jana Kochanowskiego w Opolu (1994), Wrocławskim Teatrze Współczesnym im. Edmunda Wiercińskiego (1996–98), Bałtyckim Teatrze Dramatycznym im. Juliusza Słowackiego w Koszalinie (2002–2005), Ludowym w Krakowie (2004) i Rozrywki w Chorzowie (2005). W 2002 odebrała nagrodę im. Witolda Hulewicza za stworzenie własnego teatru jednego aktora i odkrywanie poetów zapomnianych.
Jeszcze jako studentka zadebiutowała w telewizyjnym filmie Wakacje z Madonną (1983) z Krzysztofem Kiersznowskim. Zwróciła na siebie uwagę rolą Uny w kostiumowym serialu Przyłbice i kaptury (1985), przeznaczonym dla młodzieży, ale oglądanym chętnie przez wszystkich miłośników historycznych romansów. Swoje możliwości dramatyczne ukazała kreując postać mającej dość biedy Amelki, która wychodzi za mąż za niekochanego dużo starszego od niej aptekarza w ekranizacji powieści Poli Gojawiczyńskiej w reżyserii Barbary Sass Dziewczęta z Nowolipek (1985) i Rajska jabłoń (1985). Przebojem frekwencyjnym 1985 okazała się komedia erotyczna Och, Karol (1985) z jej udziałem. Popularność zawdzięcza roli jedynej prawdziwej miłości i konkubiny słynnego uwodziciela i oszusta wzorowanego na Kalibabce w serialu Tulipan (1987) oraz roli Doroty Wanat w serialu W labiryncie (1990–1991).
Marta Klubowicz jest również tłumaczką literatury niemieckojęzycznej, m.in. dramatów Freda Apkego czy poezji Josepha von Eichendorffa pt.Memento. Wydała zbiory wierszy Wyznanie (1989), Emigracje z Aniołem Stróżem (1991), Wiersze niepozbierane (2005) oraz Odjazdy (2013)
Od 2015 do końca sierpnia 2017 była dyrektorką Nyskiego Domu Kultury.
Otrzymała tytuł honorowej obywatelki Nysy.

## Filmografia

### Filmy
- 2017: Obietnica poranka jako pani Podowska
- 2013: Baczyński jako matka Basi
- 2010: Mała matura 1947 jako ciocia Jadwiga
- 2008: Czarny jako Danuta
- 2006: Miłość w przejściu podziemnym – Święta polskie jako „Uważna Czytelniczka” Aniela Pilch
- 2000: Zakochani jako Marta Poznańska
- 2000: Nie ma zmiłuj jako „pisarka” Sylwia
- 1999: Nordrand (Austria)
- 1997: Słoneczny zegar – obsada dubbingu
- 1994: Morula
- 1994: 1945
- 1993: Wynajmę pokój... jako ginekolog w szpitalu
- 1992: Kobieta na wczasach (A Nyaraló) jako sublokatorka
- 1991: Jeszcze tylko ten las jako Jaśka, córka Kulgawcowej
- 1989: Wszędzie dobrze, gdzie nas nie ma (Überall ist es besser, wo wir nicht sind) jako Ewa
- 1988: Dotknięci jako Cecylka, pacjentka szpitala psychiatrycznego
- 1987: Rajski ptak jako Anka Gadomska
- 1987: Cesarskie cięcie jako pielęgniarka
- 1985: Rajska jabłoń jako Amelka Raczyńska
- 1985: Och, Karol jako Paulina
- 1985: Dziewczęta z Nowolipek jako Amelka Raczyńska
- 1984: Jajo
- 1983: Wakacje z Madonną jako Danka Galińska

### Seriale
- 2023: Informacja zwrotna jako Gośka Bugajska
- 2022: Gry rodzinne jako matka Roberta
- 2021: Dom pod dwoma orłami jako sąsiadka Marii
- od 2021: Tajemnica zawodowa jako profesor Olga Lipska
- od 2021: Na dobre i na złe jako Dorota Wawrzyniak
- 2020: Rodzinny interes jako Bożena
- 2019: Chyłka. Kasacja jako biegła psychiatra
- 2017–2018: Druga szansa jako pracownica ośrodka adopcyjnego
- 2017: Ultraviolet jako siostra Joanna (odc. 6)
- 2016: Strażacy jako Urszula Skowrońska (odc. 11)
- 2015: Ojciec Mateusz jako Jagna Zdort (odc. 184)
- 2014: Barwy szczęścia jako dyrektor szkoły (odc. 1175, 1183, 1186)
- 2013: Prawo Agaty jako nauczycielka fizyki (odc. 31)
- 2013: Hotel 52 jako Alina Drabik (odc. 85)
- 2012: Komisarz Alex jako Barbara Majzel (odc. 21)
- 2011, 2013: Głęboka woda jako Alina, pracownik socjalny w OPS-ie
- 2010–2011: Usta usta jako Krystyna, przedstawicielka ośrodka adopcyjnego (odc. 23, 25, 26)
- 2009: Naznaczony jako Krystyna, żona Irka (odc. 9)
- 2009: Plebania jako Lidka (odc. 1399, 1400)
- 2007–2010[5]: M jak miłość jako Halina Marszałek, matka Magdy
- 2006: Kochaj mnie, kochaj! jako Eva Novina-Radzimirska, redaktor naczelna pisma „Miss Press”, szefowa Anny
- 2005–2015: Pierwsza miłość jako Mariola Elżbieta Nahorska
- 2005: Pensjonat pod Różą jako Matylda, matka Moniki (odc. 80, 81)
- 2005: Biuro kryminalne jako Elżbieta Bogucka (odc. 9)
- 2005: Anioł Stróż jako Kasia (odc. 9)
- 2004: M jak miłość jako Halina Marszałek, matka Magdy
- 2004: Kryminalni jako Kawecka, matka Maćka (odc. 9)
- 2003: Na Wspólnej jako psycholog Anna Sosnowska
- 2001: Samo niebo jako Kaśka (odc. 1, 2)
- 2000: Miasteczko jako szefowa redakcji
- 1999: Szto skazał pokojnik (pol. Całe zdanie nieboszczyka) (Rosja) jako Joanna, według powieści Joanny Chmielewskiej
- 1999: Na dobre i na złe jako Michalska, matka Łukasza (odc. 11)
- 1999–2000: Czułość i kłamstwa jako Joanna Serafińska, matka Martyny
- 1998–2000: Klan jako Irena Kowalska, prokurator
- 1996: Dom jako członkini komisji planowania w gabinecie Langa (odc. 15)
- 1992: Kuchnia polska jako Agnieszka Bergman (dubbing)
- 1991: Pogranicze w ogniu jako Ewa Wicherek-Leber
- 1990–1991: W labiryncie jako Dorota Wanat (jako Marta Klubowicz-Różycka)
- 1989: Odbicia jako Ewa, koleżanka Małgosi na studiach zaocznych
- 1988: Rodzina Kanderów jako Milka Gackówna-Kanderowa, żona Wojtka
- 1988: Akwen Eldorado jako Agnieszka, dziewczyna Jerzego (dubbing)
- 1987: Rzeka kłamstwa jako Krystyna, siostra Joanny
- 1986: Tulipan jako Ania Zawadzka
- 1985: Przyłbice i kaptury jako Una